# مسیچ (ورشاتس)
مسیچ (به صربی: Mesić) یک منطقهٔ مسکونی در صربستان است که در ناحیه بانات جنوبی واقع شده‌است. مسیچ ۲۰۲ نفر جمعیت دارد و ۱۹۷ متر بالاتر از سطح دریا واقع شده‌است.